# الزيتونة (فلسطين)
الزيتونة مجلس بلدي فلسطيني مكون من قريتي المزرعة القبلية وأبو شخيدم، وهو من بلديات الضفة الغربية في محافظة رام الله والبيرة. وهو من المناطق المحتلة في حرب عام 1967.

## التاريخ
تأسس تجمع سكاني الزيتونة عام 2005، نتيجة لدمج قريتي المزرعة القبلية وأبو شخيدم. لاحقًا تم حل المجلس.

### السلطة الفلسطينية
بعد تأسيس السلطة الفلسطينية، تسلمت السلطة الوطنية الفلسطينية التجمعان، ووضعتها تحت سيطرتها المدنية حسب اتفاقيات أوسلو. بعد اتفاقية أوسلو الثانية، قُسمت أراضي الزيتونة إلى قسمين: الأول شكل حوالي 54.2% وعرف باسم المنطقة «ب»، بينما القسم الآخر والذي شكل النسبة المتبقية عرف باسم المنطقة «ج». ألحق التجمعان إداريا لمحافظة رام الله والبيرة.

## الجغرافيا
تقع الزيتونة في وسط فلسطين، في وسط الضفة الغربية، إلى الشمال الغربي من مركز محافظة رام الله والبيرة، تقع على ارتفاع (579) مترًا عن سطح البحر. تبعد عن مركز مدينة رام الله حوالي 8 كم.
يحدها من الشرق أراضي البلدات بيرزيت، سردا وأبو قش، ومن الشمال فيحدها أراضي قرية كوبر، ومن الغرب قرى الاتحاد بيت إللو ودير عمار وجمالا، وراس كركر. أما من الجنوب فيحدها أراضي مدينة رام الله، وقريتي الجانية وعين قينيا.

## السكان
دخلت فلسطين وفود كبيرة عبر العصور من تجار وغيرهم؛ وذلك لموقعها الهام كنقطة وصل بين القارات، ومركز للحضارات والأديان.
| السنة           | تعداد (1997) | تعداد (2007) |
| --------------- | ------------ | ------------ |
| التعداد السكاني | 4,318        | 6,107        |

## الاستيطان
صادرت سلطات الاحتلال حوالي 308 دونماً من أراضي الزيتونة؛ لبناء مستوطنتين إسرائيليتين هما نحليئيل، تلمون.

## وصلات خارجية
- موقع بلدية الزيتونة الرسمي.
- صورة جوية للتجمع.